# Cordylus ukingensis
Espèce
Statut de conservation UICN

 DD  : Données insuffisantes
Statut CITES
Synonymes
- Zonurus ukingensis Loveridge, 1932

Cordylus ukingensis est une espèce de sauriens de la famille des Cordylidae.

## Répartition
Cette espèce est endémique de Tanzanie. Elle se rencontre dans les monts Ukinga et Udzungwa.

## Étymologie
Son nom d'espèce, composé de uking[a] et du suffixe latin -ensis, « qui vit dans, qui habite », lui a été donné en référence au lieu de sa découverte, les monts Ukinga.

## Publication originale
- Loveridge, 1932 : New Reptiles and Amphibians from Tanganyika Territory and Kenya Colony. Bulletin of the Museum of Comparative Zoology, vol. 72, p. 374-387 (texte intégral).